# John York
John York (* 3. srpna 1946 White Plains, New York, USA) je americký hudebník. Svou kariéru zahájil v roce 1965 jako člen skupiny The Bees. V roce 1966 krátce hrál se skupinou Sir Douglas Quintet, nahrál s ní jeden singl. V září 1968 nahradil Chrise Hillmana ve skupině The Byrds, kde zůstal do září 1969. York také vydal tři sólová alba nazvaná Sacred Path Songs (1991), Claremont Dragon (1998) a Arigatou Baby (2006).